# Horst H. Lange
Horst H. Lange (* 13. Dezember 1924 in Berlin; † 4. Februar 2001) war ein deutscher Jazzautor, der durch seine Diskographien und Veröffentlichungen zur Geschichte des Jazz in Deutschland bekannt wurde.

## Leben

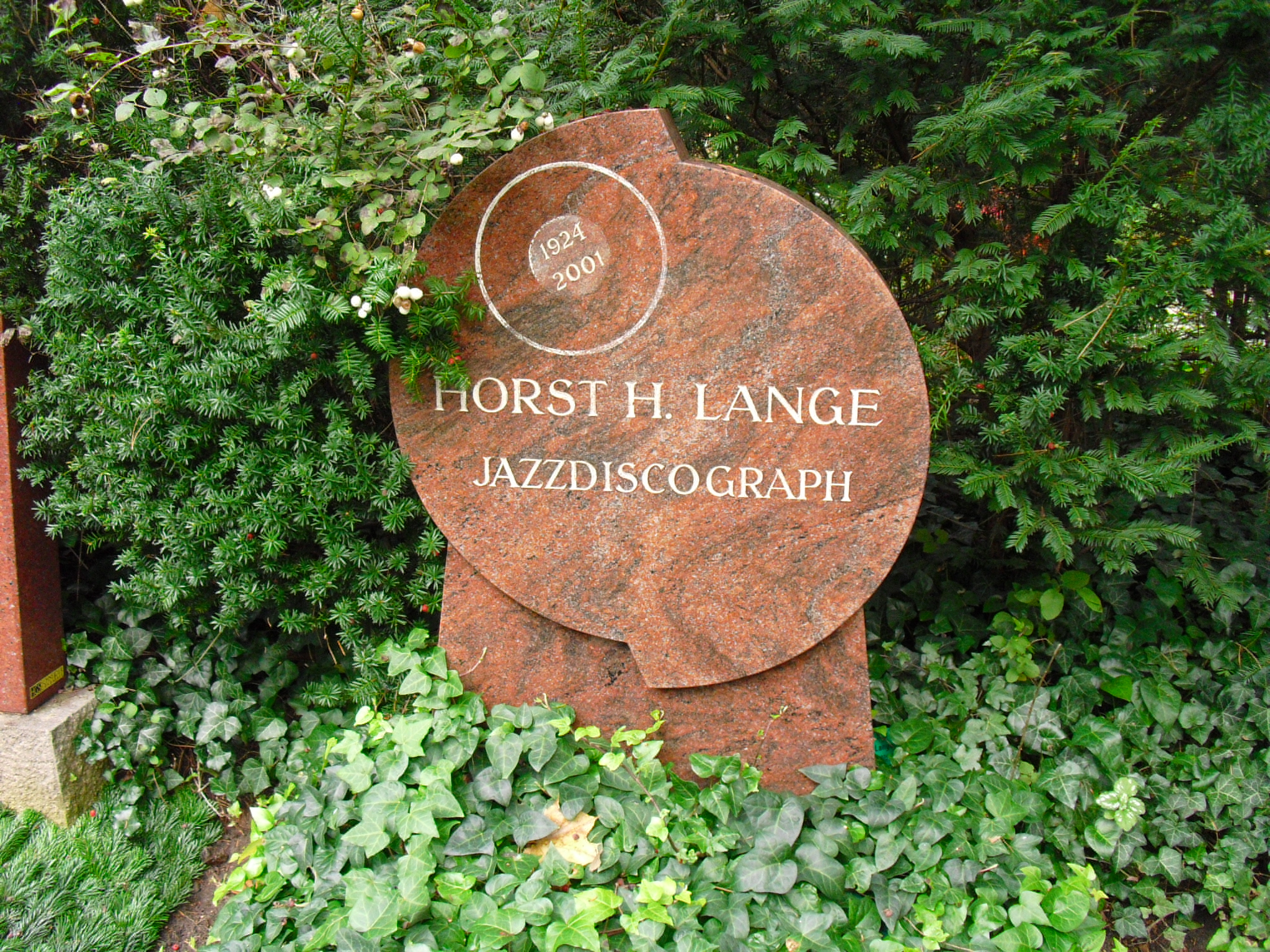
Horst H. Langes Grabstein auf dem Friedhof Heerstraße

Lange war gleich nach dem Krieg durch Radiosendungen zum Jazz in Berlin bekannt geworden und zählte seit den 1950er-Jahren durch zahlreiche Zeitschriftenbeiträge zu den führenden Jazzexperten in Deutschland. Bekannt wurde er vor allem durch seine Diskographie des deutschen Jazz und eine Geschichte des Jazz in Deutschland, die 1966 erschien und lange Zeit die einzige verfügbare Veröffentlichung zum Thema in Buchform war. Sie ist heute durch neuere Forschung in Teilen überholt.
1991 veröffentlichte er ein Buch zur frühen Jazz-Geschichte, in dem er die Beiträge „weißer“ Musiker wie der Original Dixieland Jass Band in den Vordergrund stellt, die seiner Meinung nach in der Jazz-Geschichtsschreibung zu wenig gewürdigt wurden. Insbesondere vertritt er die These der „Erfindung“ des Jazz durch Nick LaRocca von der Original Dixieland Jass Band, mit dem er persönlich bekannt war und der sich selbst schon frühzeitig als Erfinder des Jazz bezeichnet hatte. Dies steht im dezidierten Gegensatz zur allgemein akzeptierten Theorie über die Entstehung des Jazz (Geschichte des Jazz).
Lange soll eine Schallplattensammlung von über 20.000 Platten besessen haben. Er lebte in Berlin.
Horst H. Lange starb im Februar 2001 im Alter von 76 Jahren in Berlin. Sein Grab befindet sich auf dem landeseigenen Friedhof Heerstraße in Berlin-Westend (Grablage: 5-G-3).

## Werke
- Jazz in Deutschland – die deutsche Jazzchronik 1900–1960, Berlin, Colloquium 1966, 2. Verbesserte Auflage, Olms 1996, 296 Seiten, ISBN 3-487-08375-2
- Die deutsche 78er Discographie der Hot-Dance und Jazzmusik 1903–1958, Berlin, Panther 1992, 1062 Seiten (zuerst 1966, Colloquium Verlag, 755 Seiten)
- Die deutsche Jazz-Discographie. Eine Geschichte des Jazz auf Schallplatten von 1902 bis 1955, Berlin, Wiesbaden, Bote & Bock 1955; 651 Seiten
- Als der Jazz begann 1916–1923; von der Original Dixieland Jass Band zu King Olivers Creole Jazz Band, Berlin, Colloquium Verlag 1991, ISBN 3-7678-0779-3
- Als der Jazz begann 1916–1923; die Anfänge des instrumentalen Jazz – von der Original Dixieland Jazz Band bis Louis Armstrong, Hildesheim, Olms Presse 1996, 178 Seiten, ISBN 3-487-08417-1
- Comics, Jazz und irre Zeiten – aus dem Leben eines unangepaßten Berliners 1930–1960, Gelnhausen, Triga Verlag, 2. Auflage 2000, 600 Seiten, ISBN 978-3-89774-118-8
- Loring „Red“ Nichols – ein Porträt, Wetzlar, Jazz-Bücherei, Pegasus Verlag 1960
- Nick LaRocca – ein Porträt, Wetzlar, Jazz-Bücherei, Pegasus Verlag 1960
- mit Dietzel: Stan Kenton – eine Bio-Discographie, Berlin 1959